# Набери „М“ за убийство
„Набери „У“ за убийство“ (на английски: Dial M for Murder) е американски криминален филм – трилър, излязъл по екраните в САЩ през 1954 г., режисиран от Алфред Хичкок, с участието на Рей Миланд, Грейс Кели, Робърт Къмингс, Джон Уилямс и Антъни Доусън в главните роли. Филмът се базира на едноименната пиеса на английския драматург Фредерик Нот, който е автор и на филмовия сценарий.

## Сюжет
Внимание:  Текстът по-долу разкрива сюжета на произведението (или части от него)!
Бившият тенисист Тони Уендис (Рей Миланд) решава да убие съпругата си Марго (Грейс Кели), след като узнава, че тя е имала любовна афера предишната година. Още повече, че тя е богата и той е единственият ѝ наследник. Тони измисля план и изнудва своя състудент и бивш затворник Чарлз Суон (Антъни Доусън) да убие съпругата му, докато той е на мъжко парти с любовника ѝ Марк Холидей (Робърт Къмингс).
Но планът му се проваля – Марго успява да убие нападателя си с ножица, докато той се опитва да я удуши. На Тони му се налага да импровизира и той бързо нагласява нещата така, че Марго да бъде заподозряна в убийство и осъдена на смърт. Тони обаче допуска малка грешка, която гл. инспектор Хъбард успява да разкрие...

## В ролите
| Актьор          | Роля                      |
| --------------- | ------------------------- |
| Рей Миланд      | Тони Уендис               |
| Грейс Кели      | Марго Уендис              |
| Робърт Къмингс  | Марк Холидей              |
| Джон Уилямс     | гл.инспектор Хъбард       |
| Антъни Доусън   | Чарз Суон                 |
| Лео Брит        | разказвачът на партито    |
| Патрик Алън     | детектив Пиърсън          |
| Робин Хюз       | полицейски сержант        |
| Мартин Милнър   | полицай извън Уендис Флат |
| Джордж Ли       | детектив Уилямс           |
| Джордж Олдерсън | детектив                  |

## Камео на Алфред Хичкок
Алфред Хичкок се появява в камео роля – на фотографията от срещата на випуска.

## Награди и номинации
Филмът е поставен от Американския филмов институт в някои категории както следва:
- АФИ 100 години... 100 трилъра – #48
- АФИ 10-те топ 10 – #9 Мистерия

| Награди                                                     | Награди                                         | Награди       | Награди                                   |
| Награда                                                     | Категория                                       | Име           | Резултат                                  |
| ----------------------------------------------------------- | ----------------------------------------------- | ------------- | ----------------------------------------- |
| Награди на Националния съвет на кинокритиците на САЩ – 1954 | Най-добра актриса                               | Грейс Кели    | награда NBR за най-добра актриса          |
| Награди на Националния съвет на кинокритиците на САЩ – 1954 | Най-добра поддържаща мъжка рола                 | Джон Уилямс   | награда NBR за най-добър поддържащ актьор |
| Награди на Съюза на Нюйоркските филмови критици – 1954      | Най-добра актриса                               | Грейс Кели    | награда NYFCC за най-добра актриса        |
| „БАФТА“-1955                                                | Най-добра чуждестранна актриса                  | Грейс Кели    | номинация                                 |
| Награди на Гилдията на американските режисьори-1955         | за изключителни режисьорски постижения в киното | Алфред Хичкок | номинация                                 |
| Награди „Бамби“-1955                                        | Най-добра чуждестранна актриса                  | Грейс Кели    | номинация                                 |